# Phyllachora scirpi
Phyllachora scirpi är en svampart som beskrevs av Feltgen 1901. Phyllachora scirpi ingår i släktet Phyllachora och familjen Phyllachoraceae.   Inga underarter finns listade i Catalogue of Life.